# Forcipomyia braueri
Forcipomyia braueri är en tvåvingeart som först beskrevs av Erich Wasmann 1893.  Forcipomyia braueri ingår i släktet Forcipomyia och familjen svidknott. Inga underarter finns listade i Catalogue of Life.